# Praia Formosa
Praia Formosa je největší oblázková pláž v obci São Martinho, poblíž hlavního města Funchal západním směrem na portugalském ostrově Madeira. 
Pláž má délku 2 kilometry a na konci je kus písčité části. Je zde k dispozici převlékárna, sprcha a WC. Je hlídáná plavčíky. Je zde několik stánků s občerstvením, hřiště pro děti a parkoviště. Městskou hromadnou dopravou jsem můžete přijet poblíž autobusy 01 a 02 z města São Martinho a sejít po strmé ulici a schodech přímo na pláž.